# Vyšné nad Hronom
Vyšné nad Hronom, do roku 1948 Naďod (maďarsky Nagyod) je obec na Slovensku v okrese Levice. První písemná zmínka o obci pochází z roku 1264, kdy byla uvedena jako Nogud. V letech 1938 až 1944 byla obec připojena k Maďarsku. Obec je národnostně i nábožensky smíšená.

## Pamětihodnosti
- Reformovaný kostel, jednolodní klasicistní stavba s pravoúhle ukončeným presbytářem a představenou věží; kostel pochází z roku 1793.[5]